# Інститут колоїдної хімії та хімії води імені А. В. Думанського НАН України
50°27′59.43″ пн. ш. 30°21′33.12″ сх. д. / 50.4665083° пн. ш. 30.3592000° сх. д.
Інститут колоїдної хімії та хімії води НАН України (ІКХХВ НАН України) — науково-дослідний, знаходиться у Києві.
1968 року на основі Інституту загальної та неорганічної хімії ім. В.І. Вернадського — секторів хімії води  (академік АН УРСР Л.А. Кульський) і колоїдної хімії (академік АН УРСР Ф.Д. Овчаренко) — створений Інститут колоїдної хімії та хімії води АН УРСР. 1980 року присвоєно ім'я основоположника колоїдної хімії України та Росії, академіка АН УРСР, члена-кореспондента АН СРСР Антона Володимировича Думанського (1880-1967).

## Напрямки діяльності
- Хімія, фізика та біологія води.
- Новітні технології водоочищення та водопідготовки.
- Фундаментальні основи колоїдної хімії та нанохімії, поверхневі та електрокінетичні явища, колоїдна хімія біологічних систем, фізико-хімічна механіка.

## Основні досягнення та розробки

### Хімія, фізика, біологія та технологія води
- Створена науково-обґрунтована класифікація домішок води за їх фазово-дисперсним станом.
- Розроблені наукові основи передбачення каталітичної та фотокаталітичної дії каталізаторів глибокої очистки води від органічних та неорганічних домішок.
- Розвинута теорія електрохімічних і мембранних методів обробки води, наукові основи молекулярної та міцелярної адсорбції органічних речовин.
- Розроблені високоефективні технології очистки усіх типів забруднених вод, водопідготовки та автономні комплекси отримання питних вод.
- Запропонована концепція поліпшення якості питної води.
- Розроблено національний стандарт України «Джерела централізованого питного водопостачання. Гігієнічні та екологічні вимоги щодо якості води і правила вибирання» (ДСТУ 4808:2007).
- Створено абсолютно новий метод біотестування вод.
- Запропонований новий світогляд про походження життя на Землі, сформульовані фундаментальні уявлення про формування і розвиток гідросфери, що засновані на співвідношенні ізотопного складу водню у воді. Виявлені гігантські гетерофазні кластери води, обумовлені наявністю важкого ізотопу дейтерію.

### Колоїдна хімія
- Сформульовано третій закон хімічної кінетики.
- Розвинена теорія ліофільності дисперсних систем.
- Розвинена теорія нерівноважного подвійного електричного шару та поверхневих сил, в т.ч. електрокінетичних явищ другого роду.
- Створені фундаментальні основи фізичної хімії наноструктурованих систем і наноматеріалів, нанофазових явищ та квантоворозмірних ефектів.
- Створені нові матеріали з унікальними електрофізичними та оптичними властивостями.

### Аналітична хімія
- Розвинені фундаментальні засади аналітичної хімії водних систем, координаційних сполук.
- Розроблені високочутливі та вибіркові методи аналізу органічних та неорганічних речовин у водах.

### Фізико-хімічна механіка
Інституту належать розробки в галузі теорії висококонцентрованого водовугільного палива.

## Видання
1979 року організований і видається 6 разів на рік провідний журнал «Хімія і технологія води» ISSN 0204-3556.
Проблематика видання: висвітлення теоретичних та експериментальних питань водопідготовки та очищення води, аналізу природних і стічних вод.
Журнал повному обсязі перекладається й розповсюджується за кордоном видавництвом «Allerton Press, Inc.»

## Персони
- Думанський Антон Володимирович
- Куриленко Онисим Данилович
- Кульський  Леонід Адольфович
- Овчаренко Федір Данилович
- Пилипенко Анатолій Терентійович